# KV19
KV19 (Kings' Valley 19) è la sigla che identifica una delle tombe della Valle dei Re in Egitto.
Venne predisposta come dono reale al principe Seth-her-khepeshef (come desumibile dai rilievi parietali). Probabilmente, ma non v’è certezza di ciò, tale principe divenne faraone con il nome di Ramses VIII e la tomba non venne mai ultimata né mai da tale re occupata. Sempre dai rilievi parietali è possibile identificare il titolare nel principe Montuherkhepshef, premorto al padre Ramses IX (XX dinastia), che sarebbe stato qui sepolto, però, durante il regno di Ramses X. La mummia di tale principe non è stata rinvenuta, o identificata e, all’atto della scoperta, KV19 conteneva un numero imprecisato di sepolture intrusive probabilmente della XXII dinastia .

## Storia

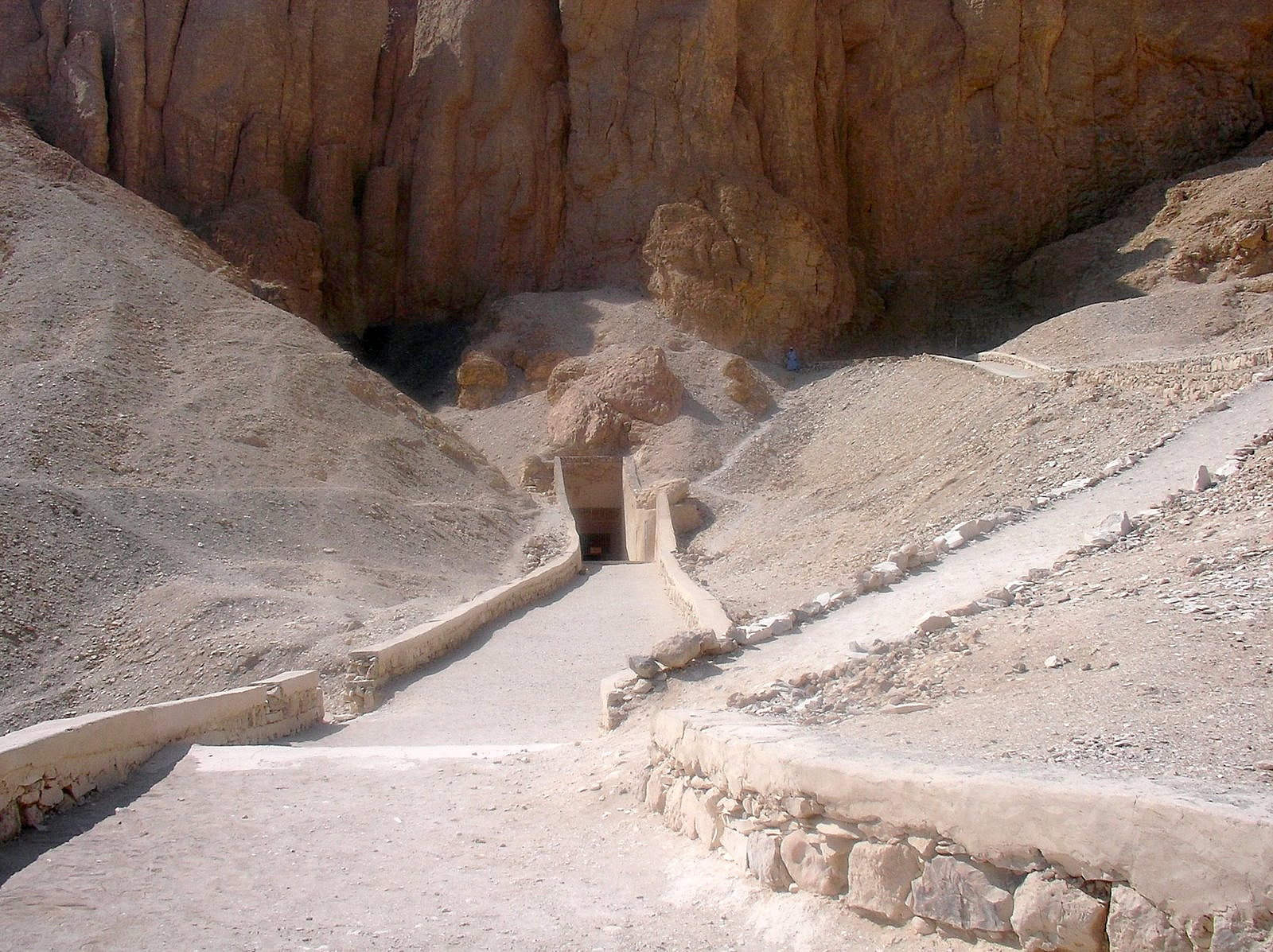
Accesso alla tomba

Scoperta e scavo, nel 1817 da parte di Giovanni Battista Belzoni, per conto di Henry Salt. Nel 1825 riapertura della tomba a cura di James Burton che scoprì alcuni crolli; rilievi epigrafici a cura della spedizione franco-toscana di Ippolito Rosellini nel 1828-1829 e nel 1844-1845 a cura di Karl Richard Lepsius.
Nuovi scavi e lavori di ripristino delle parti crollate nel 1903-1904 a cura di Howard Carter. Nel 1905-1906 Edward Russell Ayrton scavò e svuotò completamente la KV19 per conto di Theodore Davis.

## Architettura e decorazioni

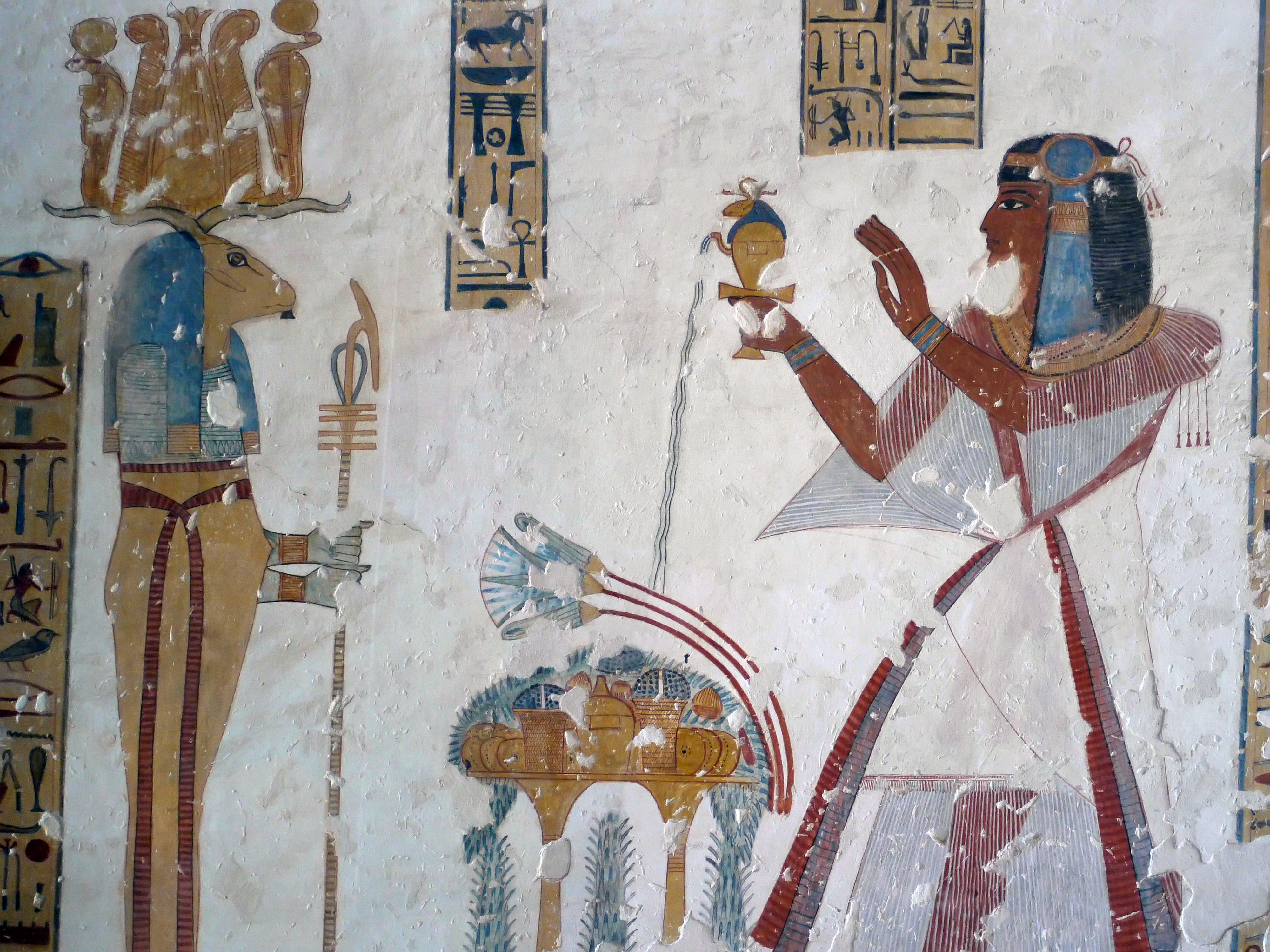
Offertorio di Montuherkhepshef al dio Amon da una parete di KV19

La tomba, palesemente adattata per un diverso occupante rispetto a quello previsto, presenta tuttavia un ingresso il cui stile, simile a quello di altre sepolture, lascia supporre la chiara destinazione ad essere una tomba reale, specie nella considerevole larghezza dei corridoi. Lasciata palesemente incompiuta, è costituita da due corridoi in leggera pendenza che terminano in quello che doveva verosimilmente essere un terzo corridoio che venne trasformato in camera funeraria mediante lo scavo di una superficiale fossa nel pavimento ricoperta da una semplice lastra.
Tracce del probabile occupante, Montuherkhepshef, vennero rinvenute nel 1905-1906 da Ayrton in frammenti di un sarcofago antropomorfo che erano pertinenti, verosimilmente, ad una parrucca ed in perline di vetro. Nessuna traccia del presunto titolare della tomba.
Le decorazioni, che sono qualitativamente tra le migliori della Valle, risultano molto ben conservate e così le descrive Belzoni: le figure dipinte sulle pareti sono così perfette, che sono le migliori che abbia mai visto per dare una corretta e chiara idea di quale fosse il gusto degli egiziani.
Nei due corridoi è rappresentato sette volte il principe, da solo, in presenza e in atto di adorazione di varie divinità tra cui Osiride, Khonsu, Thoth e Ptah, nonché capitoli dal Libro dei morti in ieratico. Le figure, dipinte in colori molto vivi, contrastano nettamente con lo sfondo di colore bianco e le scene sono contornate da larghe fasce gialle.

### Annotazioni
1. ↑  Le tombe vennero classificate nel 1827, dalla numero 1 alla 22, da John Gardner Wilkinson in ordine geografico. Dalla numero 23 la numerazione segue l’ordine di scoperta.
2. ↑  La tomba di Ramses VIII non è ancora stata ritrovata.
3. ↑  Una violenta inondazione della Valle dei Re nel 1994 invase anche la KV19, ma non arrivò all'altezza delle pitture e non causò danni.
4. ↑  Normalmente i principi, nelle raffigurazioni parietali, sono di solito accompagnati dal padre, o dalla regina madre, come possibile rilevare dalle tombe della Valle delle Regine in cui si trovano anche molte sepolture di principi.

### Fonti
1. ↑  Nicholas Reeves e Richard Wilkinson (2000), The complete valley of the Kings, New York, Thames & Hudson, p. 170.
2. ↑  Theban Mapping Project.
3. ↑  Reeves e Wilkinson (2000), p. 171
4. ↑  Theban Mapping Project.
5. ↑  Reeves e Wilkinson (2000), p. 171.